# Fusciphantes hibanus
Fusciphantes hibanus là một loài nhện trong họ Linyphiidae.
Loài này thuộc chi Fusciphantes. Fusciphantes hibanus được Kendo Saito miêu tả năm 1992.